# 1,3-ciclohexadienă
1,3-ciclohexadiena (denumită și benzan) este un compus organic cu formula chimică (C2H4)(CH)4. Este un lichid incolor și inflamabil. Indicele său de refracție este de 1,475 (20 °C, D). Un derivat natural al ciclohexa-1,3-dienei este terpinenul, care este o componentă a uleiului de pin.

## Obținere
Ciclohexadiena se prepară prin dehidrobromurarea trans-1,2-dibromociclohexanului, obținut prin bromurarea ciclohexenei:
{\displaystyle {\ce {(CH2)4(CHBr)2 + 2 NaH -> (CH2)2(CH)4 + 2 NaBr + 2 H2}}}

În general, 1,3-ciclohexadienele pot fi obținute prin reacții de ciclizare a 1,3,5-hexatrienelor.

## Proprietăți
Comparativ cu izomerul său, 1,4-ciclohexadiena, ciclohexa-1,3-diena este cu aproximativ 1,6 kJ/mol mai stabilă.

Structura 1,3-ciclohexadienei

Reacțiile chimice utile ale acestei diene ciclice sunt cicloadițiile, cum ar fi reacția Diels-Alder.
Ciclohexadiena și derivații săi formează complecși metal-alchene. Un exemplu este [(C6H8)Fe(CO)3], un lichid portocaliu. Acest complex reacționează cu reactivi de care preiau hidrură, dând derivatul ciclohexadienilic [(C6H7)Fe(CO)3]+.